# Jon Bell
Jon Bell, all'anagrafe Jonathan Bell (Rockville, 26 agosto 1997), è un calciatore statunitense naturalizzato giamaicano, difensore dei Seattle Sounders.

## Carriera

### Club
Cresciuto nel settore giovanile del D.C. United, dal 2016 al 2019 ha militato negli UMBC Retrievers, la squadra che rappresenta l'Università del Maryland. Viene scelto nel corso del 38º giro assoluto dell'MLS SuperDraft 2020 dai S.J. Earthquakes. Tuttavia, non viene impiegato e nel luglio 2020 si trasferisce ai N.E. Revolution II, squadra riserve dei N.E. Revolution. Il 22 marzo 2021 firma un contratto con la prima squadra. Ha esordito in MLS il 13 maggio seguente, disputando l'incontro pareggiato per 1-1 contro i Philadelphia Union. L'11 novembre 2022 viene scelto dal St. Louis City durante l'MLS Expansion Draft 2022.

### Nazionale
Nel 2023 ha esordito in nazionale.

## Statistiche

### Presenze e reti nei club
Statistiche aggiornate all'8 giugno 2025.
| Stagione                  | Squadra                   | Campionato                | Campionato | Campionato | Coppe nazionali | Coppe nazionali | Coppe nazionali | Coppe continentali | Coppe continentali | Coppe continentali | Altre coppe | Altre coppe | Altre coppe | Totale | Totale |
| Stagione                  | Squadra                   | Comp                      | Pres       | Reti       | Comp            | Pres            | Reti            | Comp               | Pres               | Reti               | Comp        | Pres        | Reti        | Pres   | Reti   |
| ------------------------- | ------------------------- | ------------------------- | ---------- | ---------- | --------------- | --------------- | --------------- | ------------------ | ------------------ | ------------------ | ----------- | ----------- | ----------- | ------ | ------ |
| 2017                      | OKC Energy U23            | PDL                       | 8          | 0          | -               | -               | -               | -                  | -                  | -                  | -           | -           | -           | 8      | 0      |
| 2019                      | Baltimore Christos        | NPSL                      | 5          | 1          | -               | -               | -               | -                  | -                  | -                  | -           | -           | -           | 5      | 1      |
| 2020                      | N.E. Revolution II        | USL1                      | 15         | 0          | -               | -               | -               | -                  | -                  | -                  | -           | -           | -           | 15     | 0      |
| 2021                      | N.E. Revolution II        | USL1                      | 3          | 0          | -               | -               | -               | -                  | -                  | -                  | -           | -           | -           | 3      | 0      |
| Totale N.E. Revolution II | Totale N.E. Revolution II | Totale N.E. Revolution II | 18         | 0          |                 | -               | -               |                    | -                  | -                  |             | -           | -           | 18     | 0      |
| 2021                      | N.E. Revolution           | MLS                       | 12         | 1          | -               | -               | -               | -                  | -                  | -                  | -           | -           | -           | 12     | 1      |
| 2022                      | N.E. Revolution           | MLS                       | 15         | 1          | USOC            | 1               | 0               | CCL                | 1                  | 0                  | -           | -           | -           | 17     | 1      |
| Totale N.E. Revolution    | Totale N.E. Revolution    | Totale N.E. Revolution    | 27         | 2          |                 | 1               | 0               |                    | 1                  | 0                  |             | -           | -           | 29     | 2      |
| 2023                      | St. Louis City 2          | MNP                       | 4          | 0          | -               | -               | -               | -                  | -                  | -                  | -           | -           | -           | 4      | 0      |
| 2023                      | St. Louis City            | MLS                       | 3          | 0          | USOC            | 1               | 0               | -                  | -                  | -                  | LC          | 1           | 0           | 5      | 0      |
| 2024                      | Tacoma Defiance           | MNP                       | 3          | 0          | -               | -               | -               | -                  | -                  | -                  | -           | -           | -           | 3      | 0      |
| 2024                      | Seattle Sounders          | MLS                       | 10+1       | 1+0        | USOC            | 3               | 0               | -                  | -                  | -                  | LC          | 3           | 0           | 17     | 1      |
| 2025                      | Seattle Sounders          | MLS                       | 13         | 0          | -               | -               | -               | CCC                | 1                  | 0                  | Cmc         | -           | -           | 14     | 0      |
| Totale Seattle Sounders   | Totale Seattle Sounders   | Totale Seattle Sounders   | 23+1       | 1+0        |                 | 3               | 0               |                    | 1                  | 0                  |             | 3           | 0           | 31     | 1      |
| Totale carriera           | Totale carriera           | Totale carriera           | 92         | 4          |                 | 5               | 0               |                    | 2                  | 0                  |             | 4           | 0           | 103    | 4      |

### Cronologia presenze e reti in nazionale
| Cronologia completa delle presenze e delle reti in nazionale ― Giamaica | Cronologia completa delle presenze e delle reti in nazionale ― Giamaica | Cronologia completa delle presenze e delle reti in nazionale ― Giamaica | Cronologia completa delle presenze e delle reti in nazionale ― Giamaica | Cronologia completa delle presenze e delle reti in nazionale ― Giamaica | Cronologia completa delle presenze e delle reti in nazionale ― Giamaica | Cronologia completa delle presenze e delle reti in nazionale ― Giamaica | Cronologia completa delle presenze e delle reti in nazionale ― Giamaica |
| Data                                                                    | Città                                                                   | In casa                                                                 | Risultato                                                               | Ospiti                                                                  | Competizione                                                            | Reti                                                                    | Note                                                                    |
| ----------------------------------------------------------------------- | ----------------------------------------------------------------------- | ----------------------------------------------------------------------- | ----------------------------------------------------------------------- | ----------------------------------------------------------------------- | ----------------------------------------------------------------------- | ----------------------------------------------------------------------- | ----------------------------------------------------------------------- |
| 11-11-2023                                                              | Harrison                                                                | Guatemala                                                               | 0 – 0                                                                   | Giamaica                                                                | Amichevole                                                              | -                                                                       | 46’                                                                     |
| 30-6-2024                                                               | Austin                                                                  | Giamaica                                                                | 0 – 3                                                                   | Venezuela                                                               | Coppa America 2024 - 1º turno                                           | -                                                                       |                                                                         |
| Totale                                                                  |                                                                         | Presenze                                                                | 2                                                                       |                                                                         | Reti                                                                    | 0                                                                       |                                                                         |

## Palmarès

### Club

#### Competizioni nazionali
- MLS Supporters' Shield: 1

New England Revolution: 2021